# Communauté de communes des Portes de Champagne
La communauté de communes des Portes de Champagne (CCPC) est une ancienne communauté de communes française, située dans le département de la Marne et la région Grand Est. 

## Historique
La communauté de communes de la région d’Esternay a été créé par un arrêté préfectoral du 7 décembre 1994, et a pris le nom de Communauté de communes des Portes de Champagne par un arrêté préfectoral du 10 mai 1999, qui approuve ses nouveaux statuts.
Conformément aux prévisions du schéma départemental de coopération intercommunale (SDCI) de la Marne du 15 décembre 2011, le 1er janvier 2013,  Escardes rejoint l'intercommunalité, suivie, le 1er janvier 2014, par Chantemerle,.
Conformément aux prévisions du schéma départemental de coopération intercommunale (SDCI) de la Marne du 30 mars 2016, la communauté de communes fusionne le 1er janvier 2017 avec les communautés des « Coteaux Sézannais » (23 communes)) et du Pays d'Anglure » (20 communes) pour créer la nouvelle communauté de communes de Sézanne-Sud Ouest Marnais.

## Territoire communautaire

### Composition
La communauté de communes était composée depuis le 1er janvier 2014 par 19 communes, dont la principale est Esternay.
| Nom                     | Code Insee | Gentilé        | Superficie (km2) | Population (dernière pop. légale) | Densité (hab./km2) |
| ----------------------- | ---------- | -------------- | ---------------- | --------------------------------- | ------------------ |
| Esternay (siège)        | 51237      | Starnaciens    | 31,98            | 1 934 (2014)                      | 60                 |
| Bethon                  | 51056      | Bethoniers     | 15,23            | 285 (2014)                        | 19                 |
| Bouchy-Saint-Genest     | 51071      | Bouchyssois    | 19,69            | 189 (2014)                        | 9,6                |
| Champguyon              | 51116      | Champguyonnais | 16,63            | 269 (2014)                        | 16                 |
| Châtillon-sur-Morin     | 51137      | Chatillonnais  | 18,05            | 194 (2014)                        | 11                 |
| Courgivaux              | 51185      | Courgivaliens  | 10,72            | 305 (2014)                        | 28                 |
| Les Essarts-le-Vicomte  | 51236      | Essartois      | 11,29            | 154 (2014)                        | 14                 |
| Les Essarts-lès-Sézanne | 51235      |                | 16,79            | 266 (2014)                        | 16                 |
| La Forestière           | 51258      | Forestierats   | 22,67            | 227 (2014)                        | 10                 |
| Joiselle                | 51306      | Joiselliens    | 9,76             | 96 (2014)                         | 9,8                |
| Montgenost              | 51376      | Montgenostiers | 8,40             | 163 (2014)                        | 19                 |
| Nesle-la-Reposte        | 51395      | Nigellois      | 10,64            | 96 (2014)                         | 9                  |
| Neuvy                   | 51402      |                | 17,11            | 235 (2014)                        | 14                 |
| La Noue                 | 51407      |                | 13,34            | 389 (2014)                        | 29                 |
| Réveillon               | 51459      | Réveillonnais  | 6,72             | 106 (2014)                        | 16                 |
| Saint-Bon               | 51473      |                | 8,00             | 111 (2014)                        | 14                 |
| Villeneuve-la-Lionne    | 51625      | Villeneuvois   | 15,27            | 294 (2014)                        | 19                 |
| Escardes                | 51233      | Escardiens     | 14,49            | 90 (2014)                         | 6,2                |
| Chantemerle             | 51124      | Chantemerliers | 8,51             | 48 (2014)                         | 5,6                |

## Fonctionnement

### Siège
Le siège de la communauté de communes est à Esternay, 10 Place du Gal de Gaulle.

### Élus
La Communauté de communes est administrée par son Conseil communautaire, composé de 33 conseillers communautaires, qui sont des conseillers municipaux  représentant chaque commune membre, à raison d'un délégué titulaire et un suppléant pour les petites communes, deux délégués pour Courgivaux, La Noue et Villeneuve-la-Lionne, et 12 délégués pour Esternay.
Le conseil communautaire d'avril 2014 a réélu son président, Gérard Amon, Maire de Joiselle, et élu ses six vice-présidents : 
1. Jocelyne Rousseau, maire de Montgenost,  déléguée aux affaires environnementales ;
2. Cyril Laurent, maire des Essarts-le-Vicomte, délégué aux finances, au budget et au développement économique ;
3. Jean-Luc Batonnet, maire-adjoint d'Esternay, délégué aux affaires scolaires et périscolaires ;
4. José Lahaye, maire de Champguyon, délégué à la voirie et aux infrastructures ;
5. Annick LASSEAUX, maire des Essarts-le-Sézanne, déléguée aux agents territoriaux et à la mutualisation ;
6. Émile Paris, maire de Châtillons-sur-Morin, délégué aux affaires culturelles et sportives, aux loisirs, au tourisme et à la communication.

Ensemble, ils forment le bureau de l'intercommunalité pour la mandature 2014-2020,.

### Liste des présidents
| Période                                  | Période       | Identité    | Étiquette | Qualité                                                                |
| ---------------------------------------- | ------------- | ----------- | --------- | ---------------------------------------------------------------------- |
| Les données manquantes sont à compléter. |               |             |           |                                                                        |
| ?                                        | décembre 2016 | Gérard Amon |           | Agriculteur Maire de Joiselle (1995 → ) Réélu pour le mandat 2014-2020 |

### Régime fiscal et budget
La communauté de communes perçoit une fiscalité additionnelle aux impôts locaux des communes, avec FPZ (fiscalité professionnelle de zone) et sans FPE (fiscalité professionnelle sur les éoliennes).

## Compétences
Nombre total de compétences exercées en 2016 : 21
L'intercommunalité exerce les compétences qui lui sont transférées par les communes membres, dans le cadre des dispositions légales. Il s'agit : 
Aménagement de l’espace communautaire
- Élaboration et suivi de la Charte de Pays ;
- Études relatives à l'aménagement du territoire ;
- Élaboration, approbation, révision et modification d’un Schéma de cohérence territoriale ;

Développement économique
- Création, aménagement et gestion des zones d’activités industrielle, tertiaire commerciale ou artisanale
- Actions favorisant le maintien, l’extension ou l’accueil des activités économiques permettant de maintenir ou développer l’emploi

Protection et mise en valeur de l’environnement
- Collecte et traitement des déchets ménagers et assimilés
- Création, entretien et gestion des installations et réseaux d'assainissement des eaux pluviales d'origine urbaine
- Création, entretien et gestion des installations et réseaux d'eaux usées
- Étude du plan général du réseau d’alimentation en eau potable
- Élaboration et gestion des zones d'implantation des éoliennes

Logement et du cadre de vie
- Élaboration et suivi de programmes locaux de l'habitat (PLH)
- Mise en œuvre d’opérations programmées d’amélioration de l’habitat (OPAH)

Voiries reconnues d'intérêt communautaire
Équipements culturels, sportifs et d’enseignement
•   Construction entretien et fonctionnement des regroupements pédagogiques maternelles et primaires
•   Activités périscolaires et extrascolaires :
Actions sociales
Collège
- Formation aux premiers secours (F.P.S.)
- Formation Sécurité Routière

Transports scolaires
Nettoyage du gymnase d'Esternay
- Service incendie
- Contingent d’incendie et de secours
- Centres de Première Intervention

Action culturelle
Actions de développement des activités de loisirs et de tourisme.

## Projets et réalisations
Énergies renouvelables
La CCPC dispose depuis 2013 d'un parc éolien composé de 6 éoliennes d’une puissance totale de 12,3 MW,.